# تيهومير جروزدانوف
تيهومير جروزدانوف (بالبلغارية: Тихомир Грозданов)‏ مواليد 29 أبريل 1987 في فارنا، هو لاعب كرة مضرب بلغاري بدأ مسيرته كمحترف سنة 2005 يلعب باليد اليمنى. أعلى تصنيف له في الفردي كان المركز الـ 394 في سنة 2013. أعلى تصنيف له في الزوجي كان المركز الـ 545 في سنة 2011.

## روابط خارجية
- تيهومير جروزدانوف على موقع رابطة محترفي التنس (الإنجليزية)
- تيهومير جروزدانوف على موقع الاتحاد الدولي لكرة المضرب (الإنجليزية)
- تيهومير جروزدانوف على موقع كأس ديفيز (الإنجليزية)
- تيهومير جروزدانوف على موقع خلاصة التنس.كوم (الإنجليزية)